# Lac de Pierre-Percée
Pour les articles homonymes, voir Pierre percée.
Le lac de Pierre-Percée est le troisième plus grand lac artificiel de Lorraine, avec ses 304 hectares de superficie et ses 32 kilomètres de pourtour, après le lac de Madine (1 100 ha) et l’étang du Stock (700 ha). Cependant, il s'agit de la plus grosse retenue d'eau de Lorraine avec près de 62 millions de m3 d'eau et une profondeur maximale avoisinant par endroits les 80 mètres. Il se situe au sud-est du département de Meurthe-et-Moselle, à l'ouest de la commune de Pierre-Percée, à proximité de Badonviller et Fenneviller. Le lac de Pierre-Percée est parfois improprement appelé lac de Vieux-Pré. Vieux-Pré est en fait le nom du ruisseau qui s'écoulait là où le barrage a été construit. Le projet a ensuite naturellement pris le nom de "Aménagement de Vieux-Pré", lequel a donné lieu à la construction du barrage de Vieux-Pré. En revanche, le nom officiel du lac est bien lac de Pierre-Percée. 

## Géographie
Le lac de Pierre-Percée est un lac de basse montagne qui se situe sur les premiers contreforts du massif des Vosges à une altitude de 387 mètres. Il est tout à fait atypique par sa forme. La zone inondée étant composée de plusieurs vallons, elle donne au lac la forme d'une feuille d'érable qui lui apporte le charme des grands lacs canadiens. La végétation dense sur tout son pourtour ne fait que renforcer cette impression de « petit Canada ». La nature gardant ses droits sur les constructions humaines, seul l'imposant barrage rappelle que ce lac est artificiel et non naturel.

## Activités liées au lac
Zone d'affluence touristique estivale importante, les activités autour et sur le lac sont réglementées. Ainsi, la navigation sur le lac ne peut se faire avec l'aide d'un moteur que si ce dernier est électrique. En effet, le lac étant composé d'une zone de silence et d'observation des oiseaux, l'utilisation des moteurs thermique est strictement interdite. 
La pêche nécessite la possession d'une carte qui peut être à l'année, voire à la semaine ou à la journée.
Une partie des abords du lac a été aménagée  en parc aventure qui permet une activité sportive dans les arbres ainsi que  faire du saut à l'élastique et de la tyrolienne au-dessus du lac. Des canoës sont proposés à la location aux Bordes.
Tout autour du lac, des sentiers sont présents pour les randonneurs et les vététistes.

## Le barrage et son rôle
L'imposant barrage du lac de Pierre-Percée a été construit par EDF, au lieu-dit le Vieux-Pré, entre 1981 et 1985  et mis en service en 1993. L’installation fait partie des équipements énergétiques du département de Meurthe-et-Moselle, il a été construit en bordure de la vallée de la Plaine. Le site se trouve donc sur le versant occidental du massif vosgien.
Lors du remplissage, le hameau de Xapénamoulin, comprenant une dizaine de maisons, fut englouti. Son bassin versant propre étant insuffisant pour remplir le lac, il est alimenté par pompage depuis le lac de la Plaine. L'eau du lac de Pierre-Percée est déversée dans la Plaine puis dans la Meurthe lorsque le débit de la Moselle est trop faible, pour compenser le prélèvement d'eau effectué pour les besoins de la centrale nucléaire de Cattenom et garantir ainsi un débit minimum à la Moselle au Luxembourg en période d'étiage. Pour compléter le dispositif et servir de réserve au lac, un grand bassin a été aménagé plus bas : le lac de la Plaine (Celles-sur-Plaine), alimenté par la rivière du même nom.
Haut de 78 mètres, le barrage est en partie composé de trapp, la roche la plus dure d'Europe, qui ne gèle pas et n'est pas perméable. Le cœur du barrage est quant à lui composé d'argile et de grès. La largeur est de 355 mètres à la base et de 8 mètres à la crête, longue de 330 mètres. Le volume d'eau maximal est estimé à 61,6 millions de m3.

## Hypothèse de rupture du barrage
La rupture du barrage de Vieux-Pré est tout à fait hypothétique. La rupture d'un tel barrage, en remblai de grès et à noyau d'argile, ne serait pas identique à la rupture rapide et soudaine d'un ouvrage en béton, elle serait plutôt progressive ou trouverait son origine dans une dégradation plus ou moins rapide de l'ouvrage.
En cas de sinistre jusqu'à la phase maximale d'écoulement, le front de l'onde submersible mettrait une dizaine d'heures pour arriver sur les communes du grand Nancy.
La rupture du barrage qui provoquerait une surélévation du niveau de la Meurthe de 6 à 7 mètres, toucherait dans un premier temps les communes meurthe-et-mosellanes et vosgiennes en aval immédiat du barrage, comme Raon-l'Étape et Baccarat.
Une telle rupture peut avoir pour origine plusieurs hypothèses⁣ :
- un glissement de terrain dans la retenue d'eau provoquant la formation d'une "mini" onde de crue et une élévation limitée mais rapide du niveau de l'eau en aval ;
- la rupture totale ou partielle du barrage entraînant la formation d'une onde de submersion se propageant dans la vallée en aval.

Ces risques sont principalement liés à la survenance de crues exceptionnelles ou d'un séisme.
Théoriquement, les risques de rupture à la suite d'un séisme sont très faibles, en effet le 22 février 2003 un séisme de magnitude 5,4 sur l’échelle de Richter n'a pas atteint le seuil de dommages du barrage. Les risques liés à une rupture à la suite d'une crue sont quant à eux très improbables, le lac n'étant pas alimenté par des affluents importants et le dispositif d'évacuation du surplus des eaux avant que ne soit atteinte la cote de danger reste suffisant.
À la suite du tremblement de terre du 22 février 2003, les préfectures de Meurthe-et-Moselle et des Vosges ont mis en place le 5 avril 2004 un plan particulier d'intervention concernant le barrage de Vieux-Pré. De plus, le barrage fait l'objet d'une surveillance périodique par la direction régionale de l'Environnement, de l'Aménagement et du Logement de la région Grand Est .

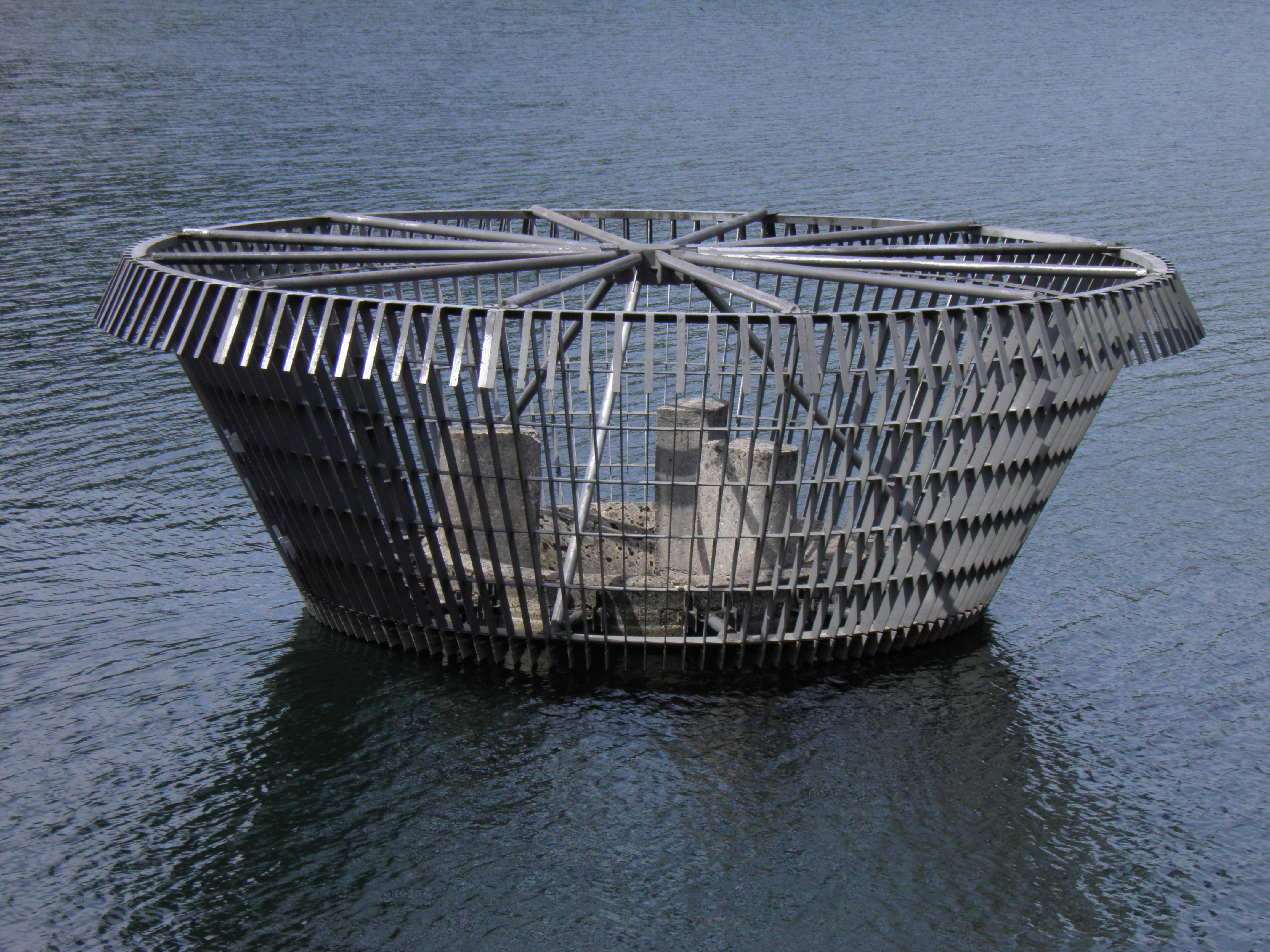
Évacuateur de crues.
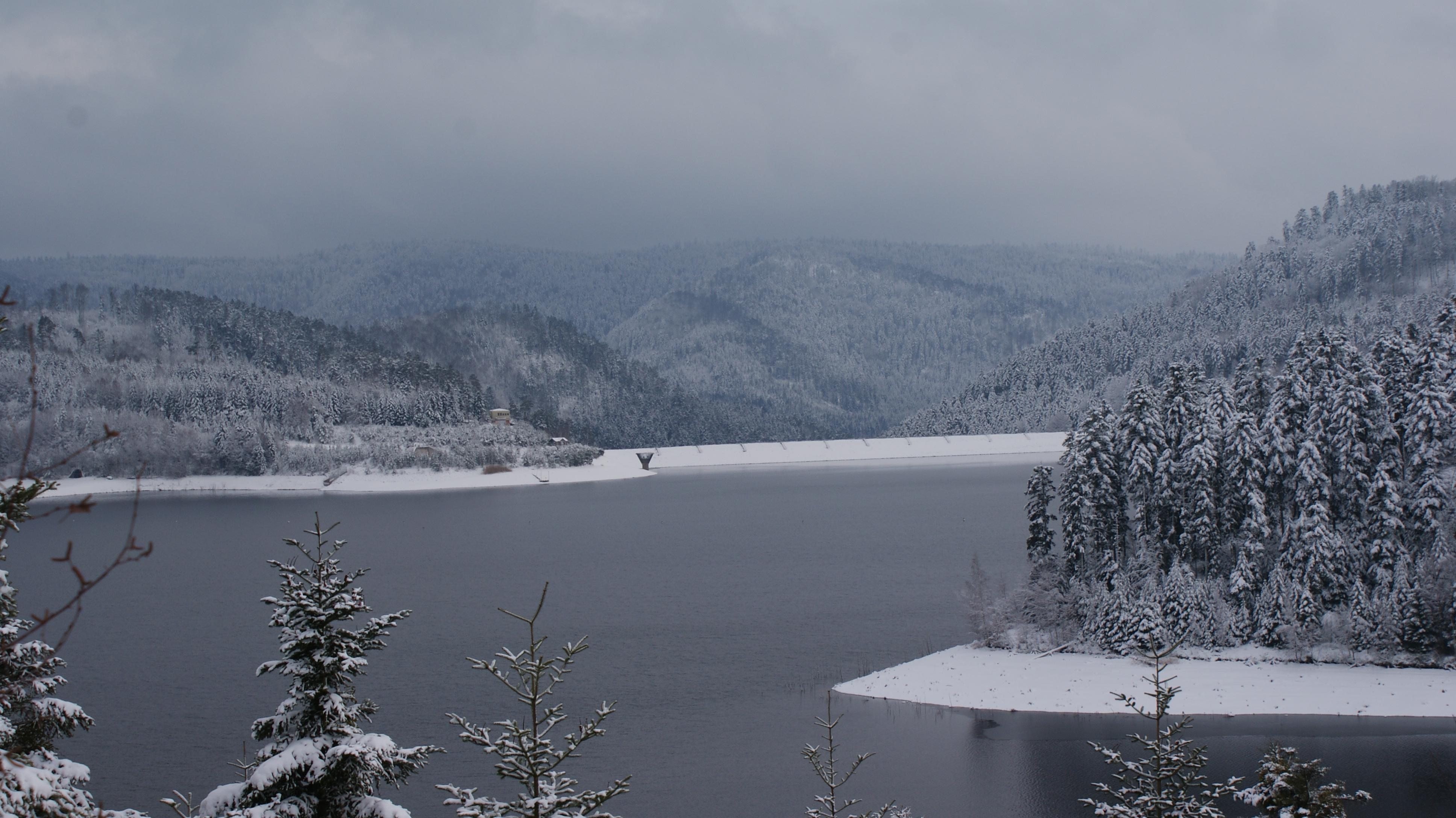
Barrage sous la neige début 2010.
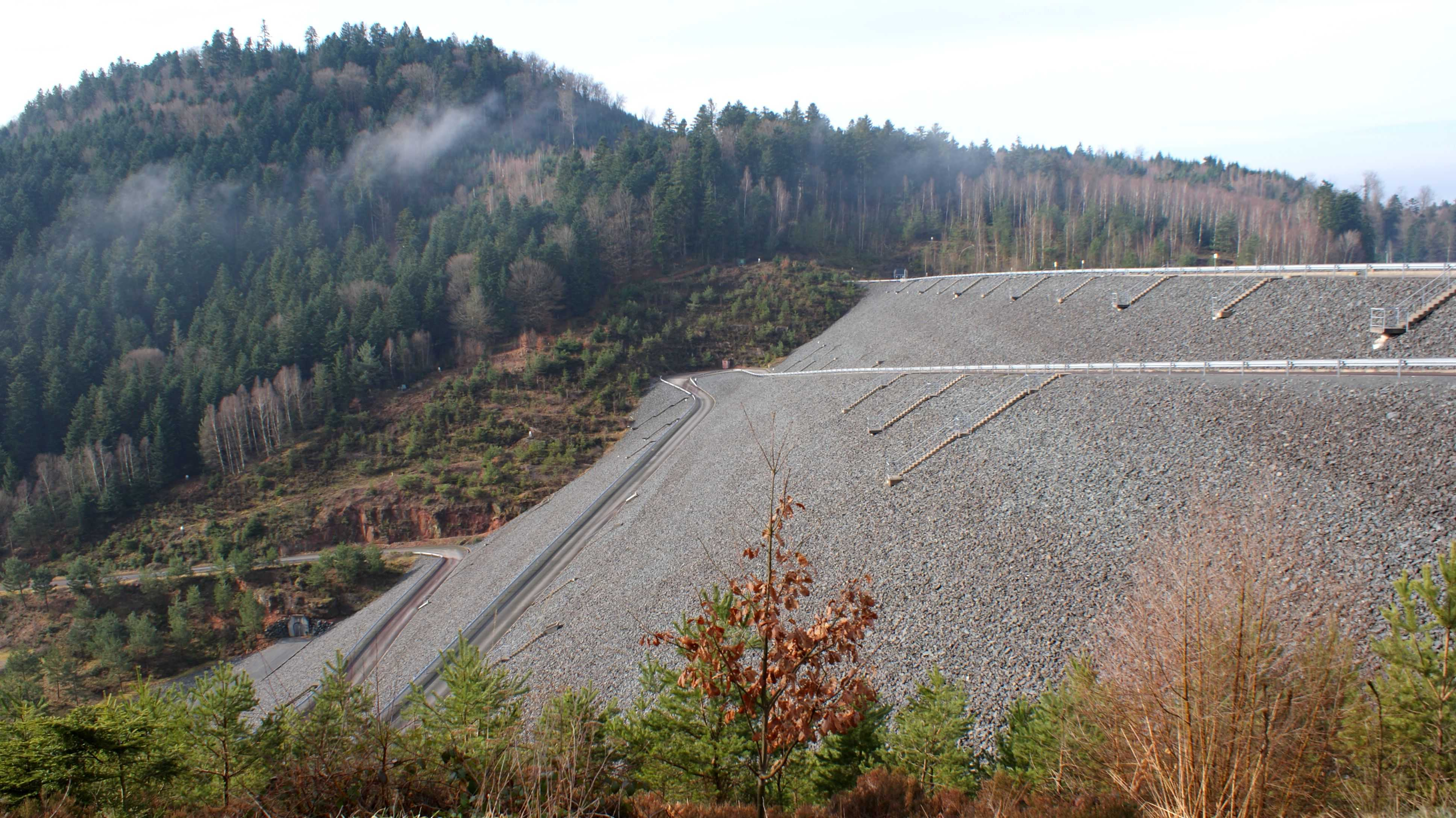
Le barrage de Vieux-Pré, février 2011.

## Faune et flore
Le lac est entouré par une forêt typiquement vosgienne, de sapins pour l'essentiel, mais aussi de pins et de quelques feuillus, du chêne, du hêtre et du charme.
Canard colvert, foulque macroule, grèbe huppé et héron cendré constituent la faune locale.
Le lac est aussi connu[Par qui ?] pour la pratique de la pêche, on y trouve plusieurs espèces de poissons : le brochet, la perche, gardon, tanche et carpe. Mais la particularité du lac est aussi d'y trouver du corégone, poisson qui se développe dans les lacs de grande profondeur. Un million d'alevins de corégone ont été versés dans le lac en 1989. L'opération avait été considérée comme ratée et l'espèce inadaptée au site. Finalement le temps a montré que le poisson s'est développé et se reproduit, cependant chaque année plusieurs milliers d'alevins sont encore déversés[pas clair].

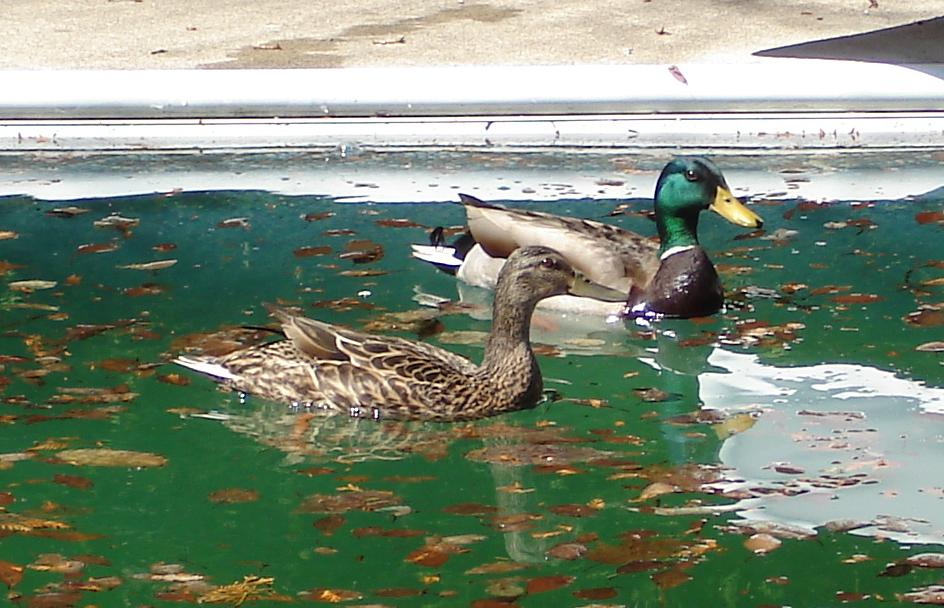
Couple de colverts.
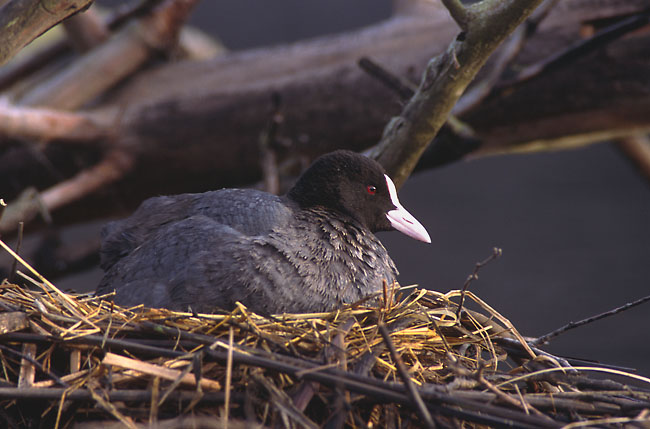
Foulque macroule.
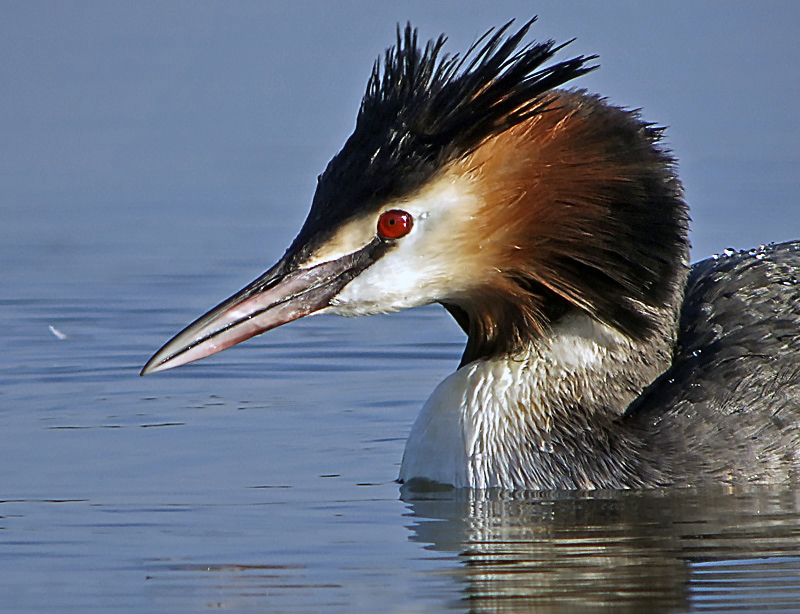
Grèbe huppé.
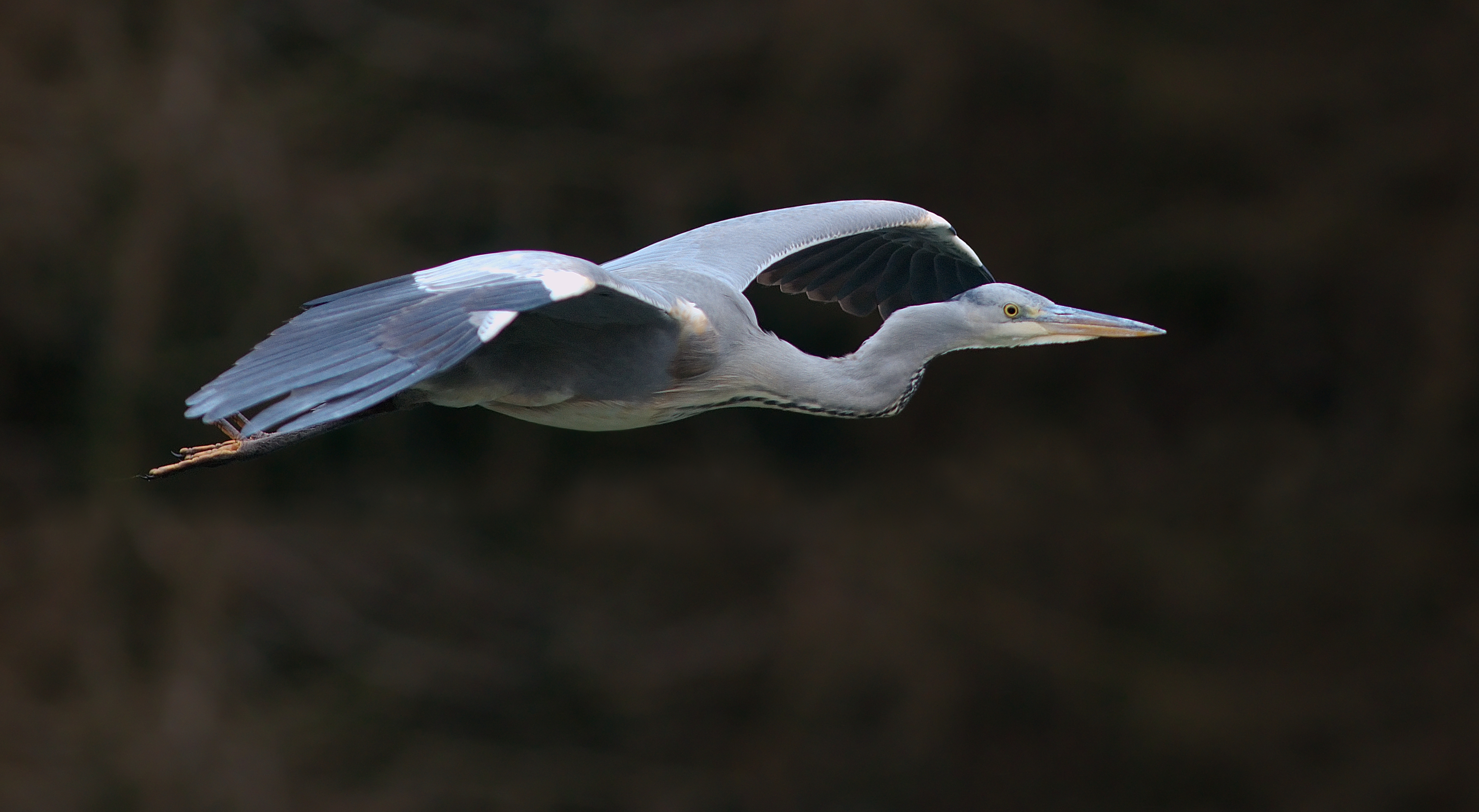
Héron cendré.